# 윤찬 (1972년)
윤찬(1972년 1월 3일 ~ )은 대한민국의 탤런트이자 영화배우이다. 1972년 1월 3일 서울에서 2남 1녀 중 막내로 태어났다. 계원예술고등학교를 졸업하고 단국대학교 연극영화과(2기, 예술대 전체 수석장학생)를 졸업하였다. 2003년 '영화 내츄럴시티'로 데뷔하였다. 2009년 8월 EBS ‘원시가족 뚜따 패밀리’에서 윤찬은 처음으로 TV시트콤에 도전하여 활동영역을 넓혔다.

## 출연 작품
- 연극 "명성황후" (1995년 ~ 2000년까지 150회 출연 / 코러스에서부터 독일공사, 4인의외상 등 여러 역할을 맡음.)
- 015B 뮤직비디오 "21C모노리스" (1997년)
- 브라운 아이즈 뮤직비디오 "With coffee" (2001년)
- 다이나믹듀오 뮤직비디오 "고백(go back)" (2005년)

### 영화
- "노랑머리2" (2001년, M 역)
- "내츄럴 시티" (2003년, 노마 역)
- "얼굴없는 미녀" (2004년, 민석 역)
- "댄서의 순정" (2005년, 정현수 역)